# Vermontia
Vermontia Millidge, 1984 è un genere di ragni appartenente alla famiglia Linyphiidae.

## Distribuzione
L'unica specie oggi attribuita a questo genere è stata reperita nella regione paleartica: Canada, Stati Uniti (Vermont) e Russia.

## Tassonomia
Per la definizione delle caratteristiche della specie tipo, fa fede la descrizione degli esemplari di Microcentria thoracica (Emerton, 1913).
A giugno 2012, si compone di una specie:
- Vermontia thoracica (Emerton, 1913)[3] — USA, Canada, Russia